# Gustav Malja
Gustav Malja (Malmo, 4 de novembro de 1995) é um automobilista sueco.

## Carreira
Malja disputou a rodada de Spa da temporada da GP2 Series de 2015 pela equipe Trident e as duas rodadas finais pela Rapax. Em 2016, ele disputou a temporada da GP2 Series em tempo integral pela Rapax, terminou no pódio duas vezes e ficou no décimo terceiro lugar no campeonato de pilotos. Para a temporada de 2017 da Fórmula 2, Malja mudou para a equipe Racing Engineering.